# Oedicodia rubrofusca
Oedicodia rubrofusca là một loài bướm đêm trong họ Noctuidae.